# Sollevamento pesi ai Giochi della XXXI Olimpiade - +105 kg maschile
Le gare di sollevamento pesi della categoria oltre 105 kg maschile dei giochi olimpici di Rio de Janeiro 2016 si sono svolte il 16 agosto 2016 presso il padiglione 2 di Riocentro.

## Programma
L'orario indicato è riferito a quello brasiliano (UTC-3)
| Data                    | Ora   | Gruppo   |
| ----------------------- | ----- | -------- |
| Martedì, 16 agosto 2016 | 15:30 | Gruppo B |
| Martedì, 16 agosto 2016 | 19:00 | Gruppo A |

## Record
Prima della competizione, i record olimpici e mondiali erano i seguenti:
| Record mondiale | Strappo | Behdad Salimi Iran     | 214 kg   | 13 novembre 2011 Parigi, Francia    |
| Record mondiale | Slancio | Hossein Rezazadeh Iran | 263.5 kg | 25 agosto 2004 Atene, Grecia        |
| Record mondiale | Totale  | Hossein Rezazadeh Iran | 472 kg   | 26 settembre 2000 Sydney, Australia |
| Record olimpico | Strappo | Hossein Rezazadeh Iran | 212 kg   | 26 settembre 2000 Sydney, Australia |
| Record olimpico | Slancio | Hossein Rezazadeh Iran | 263.5 kg | 25 agosto 2004 Atene, Grecia        |
| Record olimpico | Totale  | Hossein Rezazadeh Iran | 472 kg   | 26 settembre 2000 Sydney, Australia |

## Risultati
| Pos.    | Atleta                 | Nazione       | Gruppo | Peso   | Strappo (kg) | Strappo (kg) | Strappo (kg) | Strappo (kg) | Slancio (kg) | Slancio (kg) | Slancio (kg) | Slancio (kg) | Totale |
| Pos.    | Atleta                 | Nazione       | Gruppo | Peso   | 1            | 2            | 3            | Risultato    | 1            | 2            | 3            | Risultato    | Totale |
| ------- | ---------------------- | ------------- | ------ | ------ | ------------ | ------------ | ------------ | ------------ | ------------ | ------------ | ------------ | ------------ | ------ |
| Oro     | Lasha Talakhadze       | Georgia       | A      | 157.34 | 205          | 210          | 215          | 215          | 242          | 247          | 258          | 258          | 473    |
| Argento | Gor Minasyan           | Armenia       | A      | 143.67 | 200          | 207          | 210          | 210          | 236          | 241          | 241          | 241          | 451    |
| Bronzo  | Irakli Turmanidze      | Georgia       | A      | 135.58 | 197          | 203          | 207          | 207          | 228          | 235          | 241          | 241          | 448    |
| 4       | Ruben Aleksanyan       | Armenia       | A      | 151.64 | 186          | 193          | 195          | 195          | 245          | 254          | 254          | 245          | 440    |
| 5       | Fernando Reis          | Brasile       | A      | 154.58 | 190          | 195          | 195          | 195          | 240          | 245          | 247          | 240          | 435    |
| 6       | Rustam Djangabaev      | Uzbekistan    | B      | 145.88 | 185          | 190          | 195          | 195          | 230          | 237          | 237          | 237          | 432    |
| 7       | Mart Seim              | Estonia       | A      | 149.10 | 187          | 187          | 191          | 187          | 243          | 250          | 255          | 243          | 430    |
| 8       | Jiří Orság             | Rep. Ceca     | A      | 127.27 | 185          | 190          | 191          | 185          | 230          | 240          | 243          | 240          | 425    |
| 9       | Almir Velagić          | Germania      | A      | 149.17 | 188          | 192          | 192          | 188          | 232          | 240          | 242          | 232          | 420    |
| 10      | Péter Nagy             | Ungheria      | B      | 158.86 | 182          | 188          | 193          | 193          | 218          | 227          | 234          | 227          | 420    |
| 11      | Sardorbek Dustmurotov  | Uzbekistan    | B      | 109.79 | 170          | 175          | 179          | 179          | 225          | 232          | 240          | 232          | 411    |
| 12      | Aliksei Mzhachyk       | Bielorussia   | B      | 135.60 | 180          | 187          | 187          | 187          | 215          | 220          | 224          | 224          | 411    |
| 13      | Walid Bidani           | Algeria       | B      | 123.46 | 180          | 185          | 190          | 190          | 210          | 211          | 220          | 220          | 410    |
| 14      | Fernando Salas         | Ecuador       | B      | 162.50 | 171          | 181          | 184          | 184          | 211          | 221          | —            | 221          | 405    |
| 15      | Man Asaad              | Siria         | B      | 143.42 | 180          | 187          | 187          | 180          | 220          | 233          | 233          | 220          | 400    |
| 16      | Alexej Prochorow       | Germania      | B      | 138.31 | 180          | 185          | 185          | 180          | 207          | 215          | 220          | 215          | 395    |
| 17      | Igor Olshanetskyi      | Israele       | B      | 129.54 | 160          | 165          | 170          | 165          | 200          | 206          | 207          | 207          | 372    |
| 18      | Ondrej Kružel          | Slovacchia    | B      | 118.64 | 160          | 165          | 170          | 165          | 200          | 200          | 206          | 206          | 371    |
| 19      | Ihor Shymechko         | Ucraina       | B      | 129.75 | 170          | 175          | 175          | 170          | 190          | 195          | 200          | 195          | 365    |
| —       | Behdad Salimi          | Iran          | A      | 169.79 | 206          | 211          | 216          | 216          | 245          | 245          | 245          | —            | —      |
| —       | Chen Shih-chieh        | Taipei cinese | B      | 151.66 | 185          | 193          | 193          | 185          | 235          | 235          | 235          | —            | —      |
| —       | Ahmed Mohamed          | Egitto        | A      | 143.88 | 185          | 190          | 192          | 190          | —            | —            | —            | —            | —      |
| —       | Hojamuhammet Toychiyev | Turkmenistan  | A      | 144.71 | 193          | 193          | 193          | —            | —            | —            | —            | —            | —      |